# Off the Record (Jesse McCartney)
Off the Record är ett EP album med Jesse McCartney. Den släpptes 2005. Denna EP är Jesses andra.
Utöver en cover på The Beatles "Blackbird" fanns samtliga låtar på EP:n med på Jesses tidigare album Beautiful Soul (2004).

## Låtlista
1. Without U - 3:26
2. She's No You - 2:46
3. Beautiful Soul - 3:53
4. The Stupid Things - 3:39
5. Blackbird - 2:33
6. She's No You med Fabolous - 3:37